# Iso-Tikka
Iso-Tikka är en ö i Finland. Den ligger i sjön Haukivesi och i kommunen Nyslott i  landskapet Södra Savolax, i den sydöstra delen av landet, 290 km nordost om huvudstaden Helsingfors. Öns area är 1,29 kvadratkilometer och dess största längd är 3,1 kilometer i sydöst-nordvästlig riktning.